# Lozove
Lozove (în ucraineană Лозове) este o așezare de tip urban din raionul Derajnea, regiunea Hmelnîțkîi, Ucraina. În afara localității principale, nu cuprinde și alte sate.

## Demografie
Componența lingvistică a așezării de tip urban Lozove
     Ucraineană (98,55%)
     Rusă (1,21%)
Conform recensământului din 2001, majoritatea populației așezării de tip urban Lozove era vorbitoare de ucraineană (98,55%), existând în minoritate și vorbitori de rusă (1,21%).